# Verzorgingsplaats Kalix Berna
Verzorgingsplaats Kalix Berna is een Nederlandse verzorgingsplaats, gelegen aan de A27 Breda-Almere tussen afritten 16 en 17 nabij Oosterhout.
De naam is afgeleid van de restanten van drie kogelvangers die in 1730 in de buurt werden opgeworpen op de Oosterheide, en is een verbastering van de achternaam van Pieter Jacob Calckberner, een inwoner van Breda die hier tussen 1725 en 1729 ongeveer 50 ha heide kocht, een deel liet bebossen en de militaire oefeningen op een ander deel van zijn terrein toestond.
In 2012 werden middels een veiling de huurrechten van het pompstation verkocht.
Aan de andere kant van de snelweg ligt even verderop de verzorgingsplaats Galgeveld.
Richting Almere:
Kalix Berna · 
De Keizer · 
Blommendaal · 
De Knoest · 
Voordaan · 
Eemakker
Richting Breda:
't Veentje · 
Nijpoort · 
De Kroon · 
Scheiwijk · 
Hank · 
Galgeveld